# Venezillo bolivianus
Venezillo bolivianus är en kräftdjursart som först beskrevs av Dollfus 1897A.  Venezillo bolivianus ingår i släktet Venezillo och familjen Armadillidae. Inga underarter finns listade i Catalogue of Life.